# Molophilus campbellianus
Molophilus campbellianus là một loài ruồi trong họ Limoniidae. Chúng phân bố ở miền Australasia.